# Franz Muxeneder
Franz Muxeneder (* 19. Oktober 1920 in Salzburg; † 3. Januar 1988 in München) war ein deutscher Volksschauspieler österreichischer Herkunft.

## Leben
Muxeneder war Automechaniker, Skilehrer und Finanzbeamter, bevor er sich für den Schauspielerberuf entschied. 1943 stand er mit einer Laiengruppe in Hallein erstmals auf der Bühne. Danach nahm er Schauspielunterricht in Salzburg. Sein Debüt gab er kurz nach Kriegsende am Salzburger Landestheater, wo er von 1945 bis 1950 und erneut 1956 engagiert war. Ebenfalls von 1945 bis 1950 und wieder 1983 spielte er bei den Salzburger Festspielen. Seit 1951 trat er mehrmals am Theater Die Kleine Freiheit in München auf, von 1960 bis 1963 am Volkstheater München, 1964 an den Münchner Kammerspielen, 1961 bis 1970 und 1980 bei den Theaterfestwochen Wien, 1970 bis 1975 bei den Theater-Festspielen Melk, 1974 und 1977 bei den Luisenburg-Festspielen nahe Wunsiedel, 1976 bei den Festspielen Heppenheim, 1978/79 am Theater in der Josefstadt, 1978 am Deutschen Theater München, 1980 am T(h)eater in der Briennerstraße München, 1981/82 und 1985 an der Kleinen Komödie München und 1984 an den Städtischen Bühnen Bonn, ferner bei mehreren Tourneen.

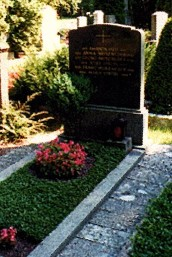
Grabstätte von Franz Muxeneder

Ab den 1950er Jahren konzentrierte er sich auf seine Filmarbeit, wo er stets etwas einfältige und beschränkte Nebenfiguren verkörperte, zum Beispiel als Knecht oder Soldat. Muxeneder war ab Ende der 1940er Jahre neben zahlreichen bekannten Stars in unzähligen Heimatfilmen und Komödien zu sehen, darunter die Kassenschlager Drei Männer im Schnee  (1955), Die Trapp-Familie (1956) und Münchhausen in Afrika (1958). Im Jahr 1960 spielte er an der Seite von Heinz Rühmann in dem Klassiker Der brave Soldat Schwejk. Als er im selben Jahr für das Münchner Volkstheater engagiert wurde, hatte er bereits eine fünfzehnjährige Berufserfahrung vorzuweisen und konnte sein Talent nun auch im Komödienstadel beweisen. Unvergessen auch seine Rolle als „Hase Lodengrün“ im Kinder-Hörspiel Sängerkrieg der Heidehasen von James Krüss. 1966 spielte er im Theater an der Wien.
Seit Ende der 1960er Jahre wirkte der „Komiker für alle Filme“  in zahlreichen Erotikkomödien mit, wo er in Was treibt die Maus im Badehaus? in einer Doppelrolle als Dieb und Pfarrer ausnahmsweise Hauptdarsteller war. In der Fernsehserie Luftsprünge spielte er an der Seite von Toni Sailer und Luis Trenker, in Klimbim gehörte er vorübergehend zum Stammpersonal, in anderen TV-Serien wie Königlich Bayerisches Amtsgericht  (in der Folge Die heiligen drei Madeln, 1971) und Meister Eder und sein Pumuckl trat er gelegentlich auf.
Kurz vor seinem Tod spielte er in der Spielzeit 1986/87 noch einmal an der Bayerischen Staatsoper in München die Rolle des Frosch in der Operette Die Fledermaus (Regie: Otto Schenk).  
Franz Muxeneder starb am 3. Januar 1988 im Alter von 67 Jahren in München. Nach seinem Tod wurde er in seine Heimatstadt überführt und auf dem Salzburger Kommunalfriedhof bestattet.

## Filmografie
- 1948: Maresi
- 1950: Hochzeit im Heu
- 1951: Der Weibsteufel
- 1951: Heimat, Deine Sterne
- 1951: Eva erbt das Paradies
- 1952: Das letzte Rezept
- 1952: Das weiße Abenteuer
- 1952: Der eingebildete Kranke
- 1952: Der große Zapfenstreich
- 1952: Haus des Lebens
- 1953: Die Junggesellenfalle
- 1952: Heimatglocken
- 1953: Jonny rettet Nebrador
- 1953: Die Nacht ohne Moral
- 1953: Liebe und Trompetenblasen
- 1953: Das Dorf unterm Himmel
- 1954: Hochstaplerin der Liebe
- 1954: Unternehmen Edelweiß
- 1955: Hanussen
- 1955: Drei Männer im Schnee
- 1955: Unternehmen Schlafsack
- 1955: Heimatland
- 1955: Gesperrte Wege (Camino cortado)
- 1955: Ja, ja, die Liebe in Tirol
- 1955: Drei Tage Mittelarrest
- 1956: Heiße Ernte
- 1956: Die Trapp-Familie
- 1956: Wo der Wildbach rauscht
- 1956: Zu Befehl, Frau Feldwebel!
- 1956: Pulverschnee nach Übersee
- 1956: Das Hirtenlied vom Kaisertal
- 1957: Schütze Lieschen Müller
- 1957: Blaue Jungs
- 1957: Tolle Nacht
- 1957: Frauenarzt Dr. Bertram
- 1957: Hoch droben auf dem Berg
- 1957: Der kühne Schwimmer
- 1957: Sag es mit Musik (Quiéreme con musica)
- 1958: Münchhausen in Afrika
- 1958: Mikosch, der Stolz der Kompanie
- 1958: Wenn Mädchen ins Manöver zieh’n
- 1958: Liebe, Mädchen und Soldaten
- 1959: Mikosch im Geheimdienst
- 1959: Kein Mann zum Heiraten
- 1960: Der Schleier fiel…
- 1960: Der brave Soldat Schwejk
- 1960: Das Dorf ohne Moral
- 1960: Die Glocke ruft (Glocken läuten überall)
- 1960: Hauptmann, deine Sterne
- 1961: Der Teufel spielte Balalaika
- 1961: Unsere tollen Tanten
- 1961: Liebe, Freiheit und Verrat (Legge di guerra)
- 1961: Wenn Männer Schlange stehen (Chikita)
- 1962: Sein bester Freund
- 1962: … und ewig knallen die Räuber
- 1962: Wilde Wasser
- 1963: Allotria in Zell am See
- 1963: Übermut im Salzkammergut
- 1963: Schwejks Flegeljahre
- 1963: Das Kriminalmuseum (Fernsehserie) – Zahlencode N
- 1963: … denn die Musik und die Liebe in Tirol
- 1964: Das Kriminalmuseum (Fernsehserie) – Gesucht: Reisebegleiter
- 1964: Lausbubengeschichten
- 1964: Liebesgrüße aus Tirol
- 1965: Ein Ferienbett mit 100 PS
- 1965: Die fromme Helene
- 1965: Das Kriminalmuseum (Fernsehserie) – Der Brief
- 1965: Ruf der Wälder
- 1966: Der Kongreß amüsiert sich
- 1966: 00Sex am Wolfgangsee
- 1966: Das sündige Dorf
- 1967: Die Wirtin von der Lahn
- 1967: Das große Glück
- 1968: Otto ist auf Frauen scharf
- 1968: Frau Wirtin hat auch einen Grafen
- 1969: Frau Wirtin hat auch eine Nichte
- 1969: Liebe durch die Hintertür
- 1969–1970: Luftsprünge (Fernsehserie, 13 Folgen)
- 1970: Dr. Fummel und seine Gespielinnen
- 1971: Zwanzig Mädchen und die Pauker
- 1971: Morgen fällt die Schule aus
- 1971: Außer Rand und Band am Wolfgangsee
- 1971: Königlich Bayerisches Amtsgericht, Folge 16 der 2. Staffel: Die heiligen drei Madeln
- 1971: Einer spinnt immer
- 1972: Dem Täter auf der Spur – Kein Hafer für Nicolo
- 1973: Frau Wirtins tolle Töchterlein
- 1973: Liebesgrüße aus der Lederhose
- 1973: Urlaubsgrüße aus dem Unterhöschen
- 1973: Ein Käfer auf Extratour
- 1973: Unterm Dirndl wird gejodelt
- 1973: Auch Ninotschka zieht ihr Höschen aus
- 1974: Beim Jodeln juckt die Lederhose
- 1974: Drei Männer im Schnee
- 1974: Ach jodel mir noch einen
- 1974: Hey Marie, ich brauch mehr Schlaf, auf ins blaukarierte Himmelbett
- 1974: Schwarzwaldfahrt aus Liebeskummer
- 1974: Wetterleuchten über dem Zillertal
- 1975: Klimbim (Fernsehserie. Staffel 2 als Josef Klimbim)
- 1975: Mei Hos’ ist in Heidelberg geblieben
- 1975: Das verrückteste Auto der Welt
- 1975: Derrick (Fernsehserie, Folge Tod am Bahngleis)
- 1975: Frankensteins Spukschloß
- 1976: Zwickelbach & Co.
- 1976: Was treibt die Maus im Badehaus?
- 1976: Liebesgrüße aus der Lederhose, 3. Teil: Sexexpreß in Oberbayern
- 1977: Das Lustschloß im Spessart
- 1977: Die Jugendstreiche des Knaben Karl
- 1978: Liebesgrüße aus der Lederhose, 5. Teil: Die Bruchpiloten vom Königssee
- 1978: Zwei Däninnen in Lederhosen
- 1979: Zum Gasthof der spritzigen Mädchen
- 1980: Drei Lederhosen in St. Tropez
- 1981: Laß laufen, Kumpel
- 1981: Zuhaus in fremden Betten (als Schierlingseder)
- 1982: Die liebestollen Lederhosen
- 1982: Meister Eder und sein Pumuckl (Fernsehserie, Folge 1.03: Das neue Badezimmer)
- 1983: Weihnacht in der Waldheimat  (Weihnachtsspecial)
- 1987: Großstadtrevier (Fernsehserie, Folge 4)

## Auszeichnungen
- 1981: Ring der Stadt Salzburg